# Harriet Sutherland-Leveson-Gower, Duquesa de Sutherland
Harriet Isabel Jorgiana Sutherland-Leveson-Gower (em inglês: Harriet Elizabeth Georgiana) (nascida Howard; 21 de maio de 1806 – 27 de outubro de 1868), denominada A Honorável Harriet Howard antes de seu casamento, era Senhora dos Robes sob várias administrações Whig: 1837–1841, 1846–1852, 1853–1858 e 1859–1861; e uma grande amiga da Rainha Vitória. Ela era uma figura importante na alta sociedade de Londres e usou sua posição social para realizar vários empreendimentos filantrópicos, incluindo o protesto das senhoras inglesas contra a escravidão americana.

## Infância
Harriet Isabel nasceu em 21 de maio de 1806 e era a terceira filha de George Howard, 6.º Conde de Carlisle e sua esposa Lady Georgiana Cavendish, que era filha de Georgiana Cavendish, Duquesa de Devonshire.

## Casamento
Em 28 de maio de 1823, ela se casou com seu primo George Sutherland-Leveson-Gower, 2.º Duque de Sutherland (1786–1861), que havia sido eleito MP por St Mawes, Cornualha (um distrito eleitoral) em 1808, e sucedeu seu pai como segundo Duque de Sutherland em 1833. Gower era vinte anos mais velho que ela, mas sua união provou ser afetuosa e gerou quatro filhos e sete filhas.
A duquesa de Sutherland ocupava uma posição social de grande influência, auxiliada por sua amizade com a rainha Vitória e também pela grande riqueza de sua família. Por influência da duquesa, Stafford House, tornou-se um importante centro da sociedade,  e o ponto de partida de vários empreendimentos filantrópicos. A Duquesa ajudou a organizar a petição "Stafford House Address" contra a escravidão, e a ex-primeira-dama americana Julia Tyler escreveu uma defesa da escravidão intitulada "As Mulheres da Inglaterra contra as Mulheres da América", em resposta a ela.  Em resposta a "The Women of England vs. the Women of America", a ex-escrava Harriet Jacobs escreveu uma carta ao New York Tribune, que foi seu primeiro texto publicado; foi publicado em 1853 e assinado "Fugitivo". A postura da Duquesa sobre a escravidão foi duramente criticada por Karl Marx porque sua sogra, a Duquesa anterior, estivera intimamente associada ao despejo dos habitantes de Sutherland trinta anos antes, para que ela pudesse reutilizar 794 000 acres (3 200 km2) de terras para criação comercial de ovinos.

## Mistress of the Robes
Com a ascensão da Rainha Vitória, a Duquesa foi nomeada Senhora dos Robes, e ocupou esse cargo sempre que os Whigs estavam no cargo até a morte de seu marido (agosto de 1837 a setembro de 1841, julho de 1846 a março de 1852, janeiro de 1853 a fevereiro 1858, junho de 1859 a abril de 1861). Nesse papel, ela presidiu a coroação da Rainha Vitória em 1838. Da recusa da Rainha em se separar da Duquesa e suas outras damas surgiu a Crise do Quarto de dormir de 1839, que resultou no retorno dos Whigs ao cargo. Victoria deu uma descrição simpática do personagem da Duquesa, e após a morte do Príncipe Alberto de Saxe-Coburgo-Gota, o rei consorte, passou as primeiras semanas de sua viuvez com a Duquesa como sua única companheira.
Em 1861, formou-se a 4ª Companhia Rogart do 1º Corpo de Fuzileiros Voluntários de Sutherland. A empresa ostentava o título "Duchess Harriet's Company Rogart" na placa do cinto.
A última aparição pública da duquesa foi no casamento do príncipe de Gales em 1863. Naquele ano, ela foi acometida por uma doença da qual nunca se recuperou. No entanto, ela foi capaz de entreter Garibaldi, por quem tinha grande admiração, em Chiswick House, durante sua visita à Inglaterra em abril de 1864. Ela morreu em 27 de outubro de 1868 em sua residência em Londres, Stafford House, aos 62 anos. Ela foi enterrada no mausoléu dos duques de Sutherland em Trentham. WE Gladstone foi um dos portadores do caixão em seu funeral. As cartas da duquesa, algumas das quais publicadas por seu filho, Lord Ronald Gower, em Stafford House Letters, provam que ela tinha uma disposição afetuosa, com algum senso de humor. Ela também tinha interesse em arquitetura e jardinagem.

## Descendência
Em 18 de maio de 1823, Harriet casou-se com George Sutherland-Leveson-Gower, 2.º Duque de Sutherland, filho mais velho do 2º Marquês de Stafford, e um homem vinte anos mais velho que ela. Seu sogro foi nomeado duque de Sutherland em 1833, e foi sucedido por seu filho mais tarde naquele ano, quando Harriet se tornou a duquesa de Sutherland.
Eles tiveram onze filhos:
- Elizabeth Campbell, Duquesa de Argyll (30 de maio de 1824  - 25 de maio de 1878), casou-se com George Douglas Campbell, 8º Duque de Argyll  e teve filhos.
- Evelyn (8 de agosto de 1825 - 1869), casou-se com Charles Stuart, 12º Lord Blantyre.
- Caroline Leveson-Gower (15 de abril de 1827 - 1887), casou-se com Charles FitzGerald, 4º duque de Leinster  e teve filhos.
- Lorde George Granville William (19 de dezembro de 1828  - 22 de setembro de 1892), sucedeu como 3º duque.
- Blanche Julia Sutherland-Leveson-Gower (26 de junho de 1830 - 24 de fevereiro de 1832).
- Frederick George (11 de novembro de 1832 - 6 de outubro de 1854).
- Constance Gertrude (16 de junho de 1834 - 1880), casou-se com Hugh Grosvenor, primeiro duque de Westminster e teve filhos.
- Victoria Sutherland-Leveson-Gower (16 de maio de 1838 - 19 de junho de 1839).
- Alberto (21 de novembro de 1843 - 1874), casou-se com Grace Abdy, filha de Sir Thomas Neville Abdy, 1º Baronete e teve filhos.
- Ronald Charles Sutherland-Leveson-Gower (2 de agosto de 1845 - 9 de março de 1916), morreu solteiro.
- Alexandrina Sutherland-Leveson-Gower (3 de fevereiro de 1848 - 21 de junho de 1849).

Em 1871, enquanto seu genro, o duque de Argyll, servia no gabinete, seu filho (neto de Harriet), John Campbell, casou-se com uma das filhas da Rainha Vitória, a princesa Luísa do Reino Unido. O filho mais velho de Harriet se tornou o terceiro duque de Sutherland em 1861.

## Mídia
Harriet foi retratada por Rachael Stirling no filme de 2009 The Young Victoria. Ela foi retratada por Margaret Clunie em 2016 ITV série Victoria, embora ela é erroneamente descrita como exercício de uma improvável romance com o príncipe Ernesto de Saxe-Coburgo-Gota (mais tarde duque de Saxe-Coburgo-Gota), que também é erroneamente descrito como ser solteiro na época. 